# Майнц-Кастель
Майнц-Кастель (нем. Mainz-Kastel, также Kastel) — район города Висбаден в земле Гессен (Германия), бывший город Кастель (Кастель-на-Рейне). Находится на правом берегу Рейна, рядом с местом впадения в него Майна, напротив центра города Майнц, столицы земли Рейнланд-Пфальц. Долгое время Кастель служил предмостным укреплением для Майнца.
Площадь района — 9,51 км², население (по состоянию на 2017 год) — 13 447 человек.

## История
Кастель был построен между 12 и 9 годами до н. э. как укрепление для защиты лагеря легиона Друза Старшего, и был известен под названием Castellum Mattiacorum. В это время римляне построили первый, деревянный, мост через Рейн. Деревянная конструкция в 71 году была заменена каменным мостом, который сохранился примерно до 406 года. Были найдены остатки римской триумфальной арки, построенной около 19 года н. э. В XIII веке Кастель получил статус имперского города.
Кастель был почти полностью разрушен во время Второй мировой войны, в результате бомбежки 8 сентября 1944 года.
Кастель был присоединен к Майнцу в начале XX века, но после окончания войны и деления Германии на зоны оккупации, в 1946 вместе с несколькими соседними «правобережными районами Майнца» (Rechtsrheinische Stadtteile von Mainz) вошел в состав Висбадена. По заключенному между бургомистрами Майнца и Висбадена соглашению, в память о принадлежности к Майнцу, Майнц-Кастель и два других района включают в свое название «Майнц-».